# Еберн
Еберн (њем. Ebern) град је у њемачкој савезној држави Баварска. Једно је од 26 општинских средишта округа Хасберге. Према процјени из 2010. у граду је живјело 7.292 становника. Посједује регионалну шифру (AGS) 9674130.

## Географски и демографски подаци
Еберн се налази у савезној држави Баварска у округу Хасберге. Град се налази на надморској висини од 270 метара. Површина општине износи 95,0 km². У самом граду је, према процјени из 2010. године, живјело 7.292 становника. Просјечна густина становништва износи 77 становника/km².

## Међународна сарадња
| Мјесто | Држава   | Врста сарадње | Од    |
| ------ | -------- | ------------- | ----- |
| Штрас  | Аустрија | партнерство   | 1980. |
| Извор  |          |               |       |